# Audre hippodice
Audre hippodice är en fjärilsart som beskrevs av Frederick DuCane Godman 1903. Audre hippodice ingår i släktet Audre och familjen Riodinidae. Inga underarter finns listade i Catalogue of Life.